# Ауэрбах (Верхняя Австрия)
Ауэрбах (нем. Auerbach) — коммуна (нем. Gemeinde) в Австрии, в федеральной земле Верхняя Австрия.
Входит в состав округа Браунау-на-Инне.  Население составляет 517 человек (на 31 декабря 2005 года). Занимает площадь 11 км². Официальный код  —  40403.

## Политическая ситуация
Бургомистр коммуны — Фридрих Поммер (АНП) по результатам выборов 2003 года.
Совет представителей коммуны (нем. Gemeinderat) состоит из 13 мест.
- АНП занимает 10 мест.
- СДПА занимает 2 места.
- АПС занимает 1 место.